# 扁芒草
扁芒草（学名：Danthonia schneideri）为禾本科扁芒草属下的一个种。